# Mutkov
Mutkov (in tedesco Mauzendorf) è un comune della Repubblica Ceca facente parte del distretto di Olomouc, nella regione di Olomouc.